# Peckia aequata
Peckia aequata är en tvåvingeart som först beskrevs av Wulp 1895.  Peckia aequata ingår i släktet Peckia och familjen köttflugor. Inga underarter finns listade i Catalogue of Life.